# Герман Кейн

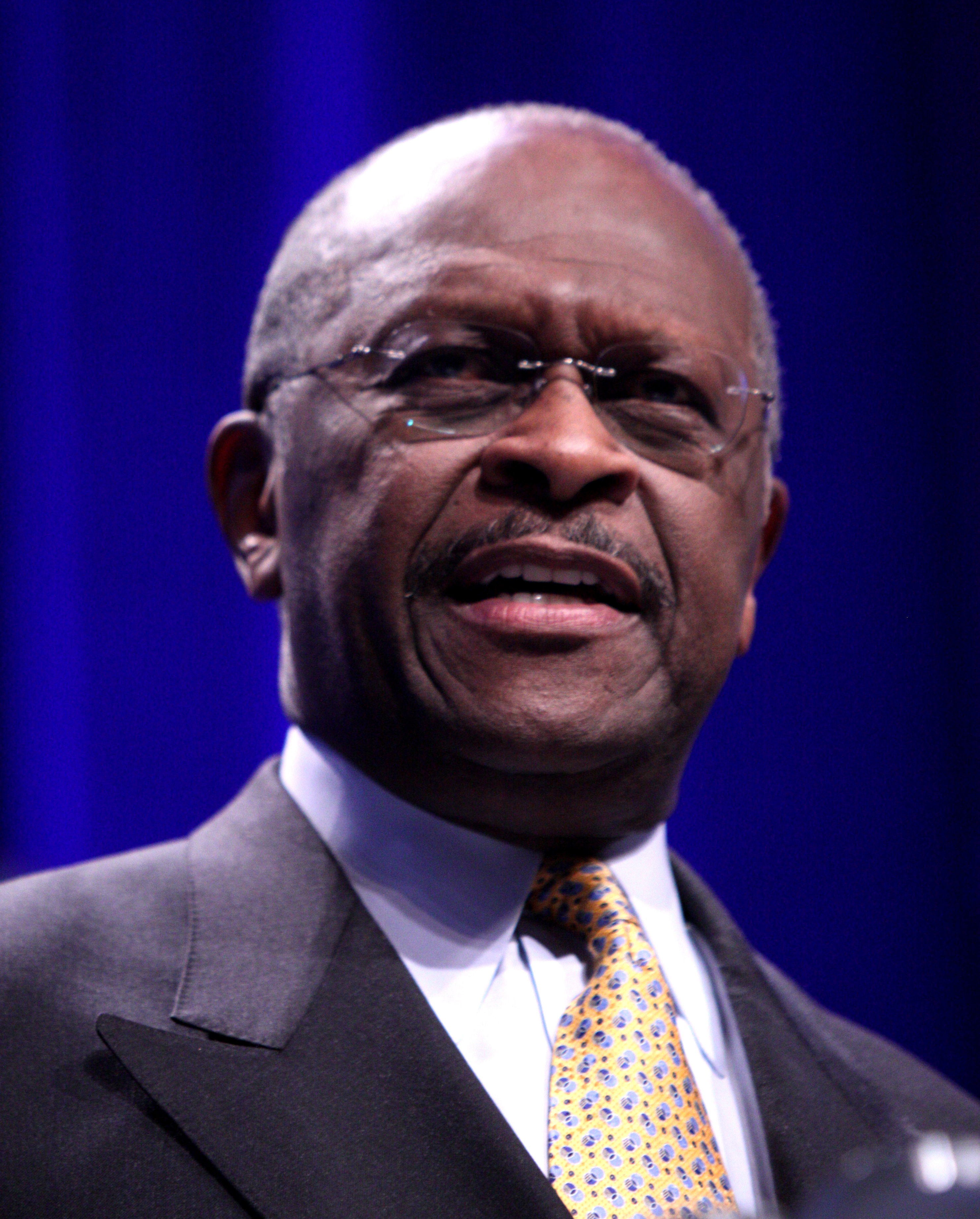
Херман Кейн на Conservative Political Action Conference, лютий 2011

Герман Кейн (англ. Herman Cain; нар. 13 грудня 1945, Мемфіс, Теннессі, США — 30 липня 2020) — американський бізнесмен і політик-республіканець.

## Освіта
Закінчив коледж Morehouse (Атланта, Джорджія) зі ступенем бакалавра математики (1967).
Закінчив Університет Пердью зі ступенем магістра з комп'ютерної науки (1971).

## Підприємницька кар'єра
У 1986–1996 роках CEO Godfather's Pizza, в 1986–2002 роках президент Godfather's Pizza.
У 1992–1994 роках заступник голови, в 1995–1996 роках голова Ради директорів Федерального резервного банку Канзас-Сіті.
У 1992–2008 роках член Ради директорів Aquila, Inc..

## Робота в ЗМІ
До лютого 2011 року Кейн вів «Шоу Хермана Кейна» (англ. The Herman Cain Show) на Атлантській радіостанції WSB. Працює коментатором в Fox Business Network.

## Участь у політиці
Кейн був кандидатом на висунення від Республіканської партії на президентських виборах 2000 року, однак дуже скоро він припинив кампанію, підтримавши кандидатуру Стіва Форбса (головного редактора журналу Forbes). У 2004 році брав участь у республіканських праймеріз на виборах в Сенат в штаті Джорджія, проте вже в першому турі програв конгресмену Джонні Айзексону, отримавши 26,2 % голосів.

## Президентська кампанія 2012 року
Про можливе висунення в президенти США Кейн вперше заявив у квітні 2010 року. У грудні 2010 він заявив про те, що висуне свою кандидатуру з імовірністю 70 %. Формально про початок кампанії було оголошено 21 травня 2011. 3 грудня 2011 Кейн був змушений заявити про припинення кампанії у зв'язку з численними звинуваченнями в подружній зраді.